# Norcasia
Norcasia è un comune della Colombia facente parte del dipartimento di Caldas.
Il centro abitato venne fondato da Jesús María Carvajal, Dimas Gómez, Antonio Valencia, Santiago Gallego e José Gallego Arias nel 1895, mentre l'istituzione del comune è del 15 agosto 1999.